# Краковецька селищна рада
Краковецька селищна рада — орган місцевого самоврядування у Яворівському районі Львівської області. Адміністративний центр — селище міського типу Краковець.

## Загальні відомості
Краковецька селищна рада утворена в 1955 році. Водоймища на території, підпорядкованій даній раді: річка Шкло, Щан, Краковецьке озеро.

## Населені пункти
Селищній раді підпорядковані населені пункти:
- смт Краковець
- с. Брожки
- с. Глиниці
- с. Мор'янці
- с. Передвір'я

## Склад ради
Рада складається з 26 депутатів та голови.

### Керівний склад попередніх скликань
| ПІБ                   | Основні відомості                                                              | Дата обрання | Дата звільнення |
| --------------------- | ------------------------------------------------------------------------------ | ------------ | --------------- |
| Мамчур Ольга Іванівна | Селищний голова, 1955 року народження, освіта середня спеціальна, позапартійна | 26.03.2006   | 31.10.2010      |
| Мамчур Ольга Іванівна | Селищний голова, 1955 року народження, освіта середня спеціальна, позапартійна | 31.10.2010   |                 |

Примітка: таблиця складена за даними джерела